# Castello di Larnaca
Il castello di Larnaca (in greco Κάστρο Λάρνακας?; in turco Larnaka Kalesi) è un castello situato sulla costa meridionale di Cipro. Venne costruito per difendere la costa meridionale di Cipro e la città portuale di Larnaca e in seguito fu utilizzato come stazione di artiglieria, prigione e museo.

## Storia
Larnaca è abitata dal XIV secolo a.C., quando i greci micenei-achei fondarono una piccola città. Molto più tardi, i bizantini costruirono un piccolo forte vicino al suo porto. Non è chiaro quando fu costruito per la prima volta il forte bizantino, ma le ricerche archeologiche condotte intorno al castello suggeriscono che la costruzione iniziale iniziò alla fine del XII secolo d.C.
La città acquistò importanza in epoca medievale dopo che i genovesi occuparono Famagosta, il porto principale del paese, ed emerse la necessità di una nuova città portuale. Subito dopo, Larnaca divenne uno dei principali porti del Regno di Cipro, ed emerse la necessità di un castello a protezione della città e del porto. Tra gli anni 1382-1398, durante il regno di Giacomo I, la piccola fortificazione bizantina situata vicino al porto fu trasformata in un castello più consistente.
Nel XVIII secolo il castello iniziò a perdere importanza e fu abbandonato. Nella prima metà del 1700 un famoso esploratore, l'abate Giovanni Mariti, registrò che il castello era in uno stato di semi-rovina e ciò nonostante c'era ancora una guarnigione a proteggerlo. Teorizzò che il castello sarebbe stato costruito dagli ottomani a causa del suo stile e delle iscrizioni turche.
Durante il dominio britannico il castello fu utilizzato come prigione dove installarono una forca per giustiziare i prigionieri. L'ultima esecuzione avvenne nel 1948. Durante la guerra civile cipriota i greco-ciprioti tennero il castello e lo usarono anch'essi come prigione.

## Uso attuale
Dopo l'indipendenza cipriota il castello stesso è stato trasformato in un museo, mentre il cortile del castello è stato convertito in un teatro all'aperto, con una capienza di 200 persone. Gli oggetti d'antiquariato della Cipro paleocristiana, bizantina e postbizantina sono esposti nella sala occidentale del museo, i dipinti murali bizantini sono esposti nella sala centrale e le ceramiche e gli utensili e le armi medievali occupano la sala orientale.

## Galleria d'immagini

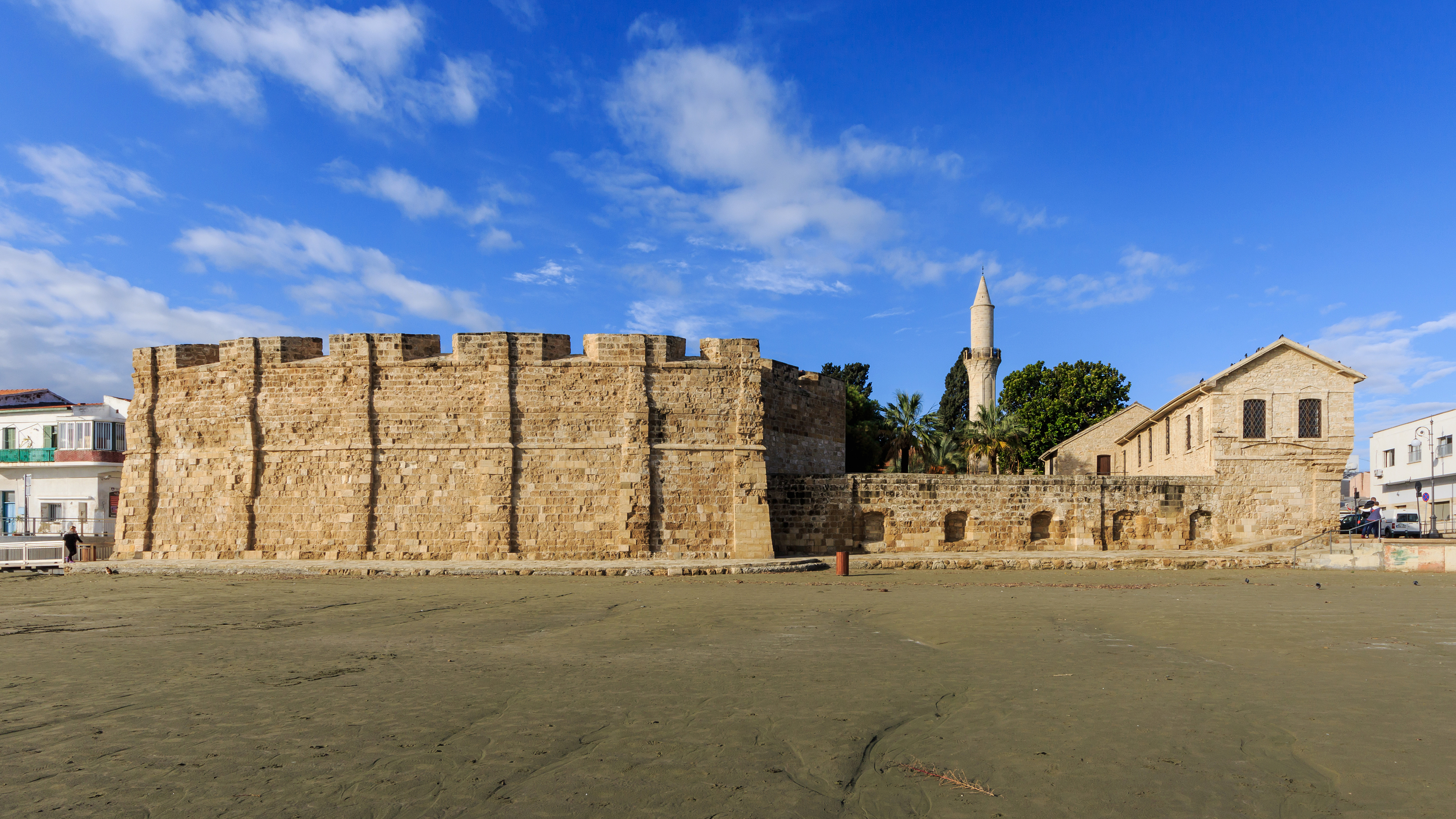
Esterno
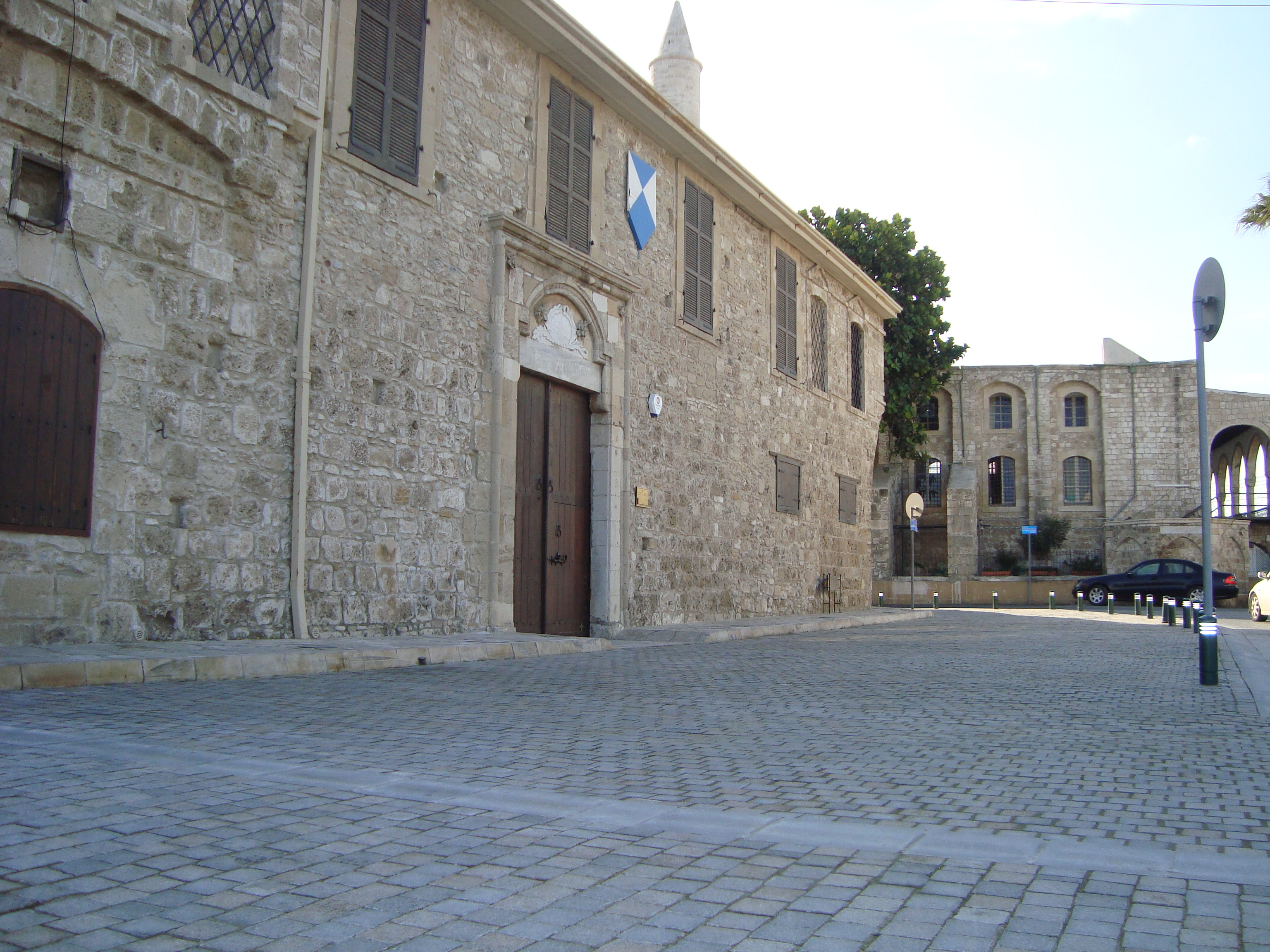
Entrata
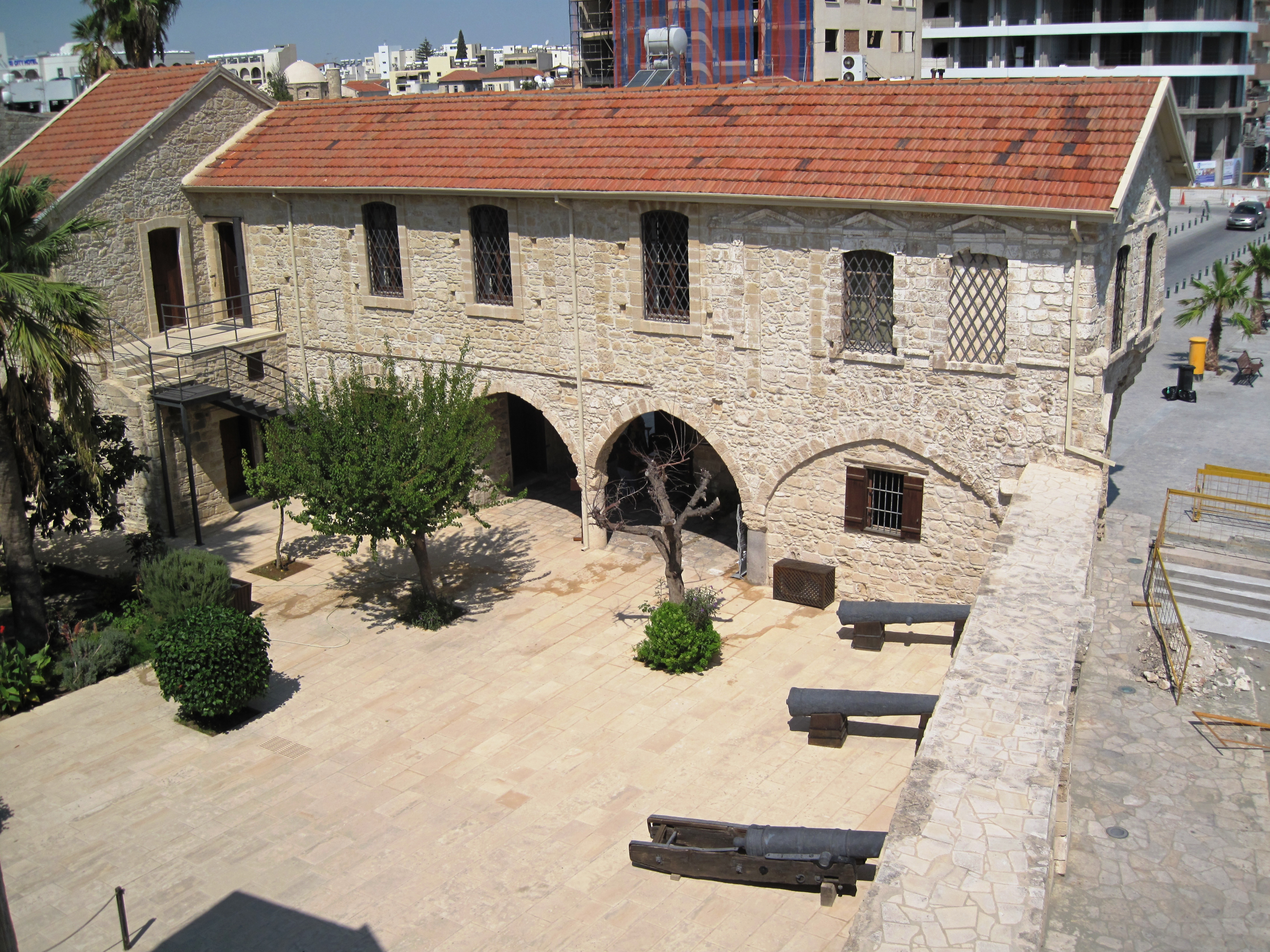
Interno
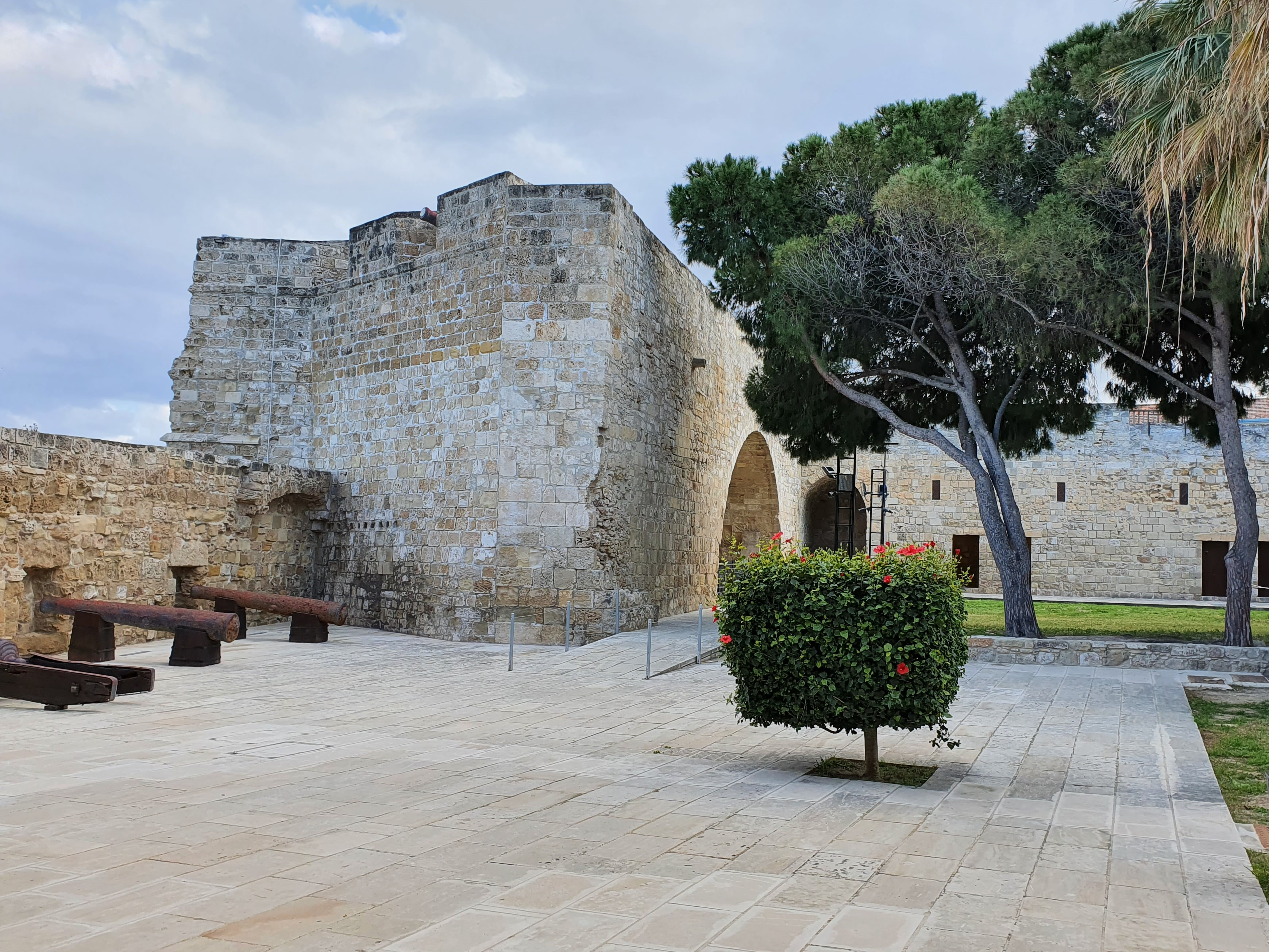
Interno